# Boryszewo
Boryszewo [bɔrɨˈʂɛvɔ] (tiếng Đức Büssow) là một ngôi làng thuộc khu hành chính của Gmina Darłowo, thuộc hạt Sławno, West Pomeranian Voivodeship, ở phía tây bắc Ba Lan. Nó nằm khoảng 10 kilômét (6 mi)   phía nam Darłowo, 21 km (13 mi) phía tây Sławno và 156 km (97 mi)về  phía đông bắc của thủ đô khu vực Szczecin.
Làng có dân số 184 người.